# إيفان أغوستين
إيفان أغوستين (16 أبريل 1979 بلوغرونيو في إسبانيا - ) (بالإسبانية: Roberto Iván Agustín Suárez)‏ هو لاعب كرة قدم إسباني في مركز الوسط. لعب مع نادي ميرانديس وCD Agoncillo ‏ وديبورتيفو ألافيس ب ونادي تيراسا ‏ ونادي الخيسيراس وAmurrio Club ‏.

## وصلات خارجية
- إيفان أغوستين على موقع قاعدة بيانات كرة القدم.إي يو (الإنجليزية)
- إيفان أغوستين على موقع Soccerway.com (الإنجليزية)
- إيفان أغوستين على موقع AS.com (الإسبانية)